# Lý Ngọc (diễn viên)
Lý Ngọc (chữ Hán: 李鈺; bính âm: Li Yu; tiếng Anh: Cindy; 20 tháng 12 năm 1976 – 14 tháng 3 năm 2009) là một nữ diễn viên 'Trung Quốc, từng học tại Học viên Điện ảnh Thượng Hải. Vai diễn đáng nhớ nhất của cô là vai Phương Du trong bộ phim chuyển thể từ tiểu thuyết của nhà văn Quỳnh Dao Tân dòng sông ly biệt. Cô mất ngày 14 tháng 3 năm 2009 vì bệnh ung thư bạch huyết sau một thời gian điều trị tại Bệnh viện đại học Y khoa Bắc Kinh .

## Người tình
- Thiệu Binh
- Uông Vũ

## Phim truyền hình
- Tân dòng sông ly biệt vai Phương Du, cùng với Lâm Tâm Như, Triệu Vy, Tô Hữu Bằng.